# 1992 en musique classique
| \| • Retour à la chronologie générale de la musique classique • \| |
| Grèce • Rome • Haut Moyen Âge • VIIIe siècle • IXe siècle • Xe siècle • XIe siècle XIIe siècle • XIIIe siècle • XIVe siècle • XVe siècle • XVIe siècle • XVIIe siècle XVIIIe siècle • XIXe siècle • XXe siècle • XXIe siècle |
| • Retour à la chronologie générale de la musique classique • |

| Années en musique classique : 1989 - 1990 - 1991 - 1992 - 1993 - 1994 - 1995    |
| Décennies en musique classique : 1960 - 1970 - 1980 - 1990 - 2000 - 2010 - 2020 |

## Événements

### Créations
- 12 janvier : Attacca, œuvre pour 2 trompettes en Ut et timbales (1991) de Pascal Dusapin, créée au Théâtre de la Monnaie à Bruxelles.
- 5 février : Corrente de Magnus Lindberg, créé à l'université d'Helsinki par l'ensemble Avanti Chamber Orchestra sous la direction de Sakari Oramo.
- 13 mars : Medeamaterial de Pascal Dusapin, créé à La Monnaie par l'orchestre de La Chapelle royale et le Collegium Vocale Gent dirigés par Philippe Herreweghe.
- 13 avril : La Vie avec un idiot, opéra d'Alfred Schnittke, créé par l'Orchestre philharmonique de Rotterdam dirigé par Rostropovitch au Het Musiektheater d'Amsterdam.
- 30 août : la Symphonie no 1 de Philip Glass, créée par Dennis Russell Davies à Munich.

#### Date indéterminée
- Einojuhani Rautavaara compose sa Symphonie no 6 « Vincentiana ».

### Autres
- 1er janvier : concert du nouvel an de l'orchestre philharmonique de Vienne au Musikverein, dirigé par Carlos Kleiber.

#### Date indéterminée
- Création du Concours international de direction de Cadaqués.
- Première édition du The New Grove Dictionary of Opera.

## Prix
- Emmanuel Pahud (Suisse) remporte le 1er prix de flûte du Concours de Genève.
- Howard Chandler Robbins Landon reçoit le Prix Ernst-von-Siemens. Beat Furrer et Benedict Mason ont obtenu le Prix d'encouragement.
- George C. Baker organiste américain, obtient le Grand Prix de Chartres.
- Alfred Schnittke reçoit le Praemium Imperiale.
- Georg Solti reçoit le Prix musical Léonie-Sonning.
- Alfred Schnittke reçoit le Prix Bach de la Ville libre et hanséatique de Hambourg.
- Krzysztof Penderecki reçoit le Grawemeyer Award pour Adagio for large orchestra.

## Naissances
- 23 janvier : Claire Hamon, pianiste, organiste, chef de chœur et chef d’orchestre française.
- 5 mars : Kit Armstrong, pianiste et compositeur anglo-taïwanais.
- 5 juin : Łukasz Krupiński, pianiste polonais.
- 12 juillet : Stella Chen, violoniste américaine.
- 5 août : Krzysztof Książek, pianiste polonais.
- 12 août : Teo Gheorghiu, pianiste et acteur.
- 19 novembre : Paco Montalvo, violoniste et musicien espagnol.

### Date indéterminée
- Pétur Sakari, organiste finlandais.

## Décès

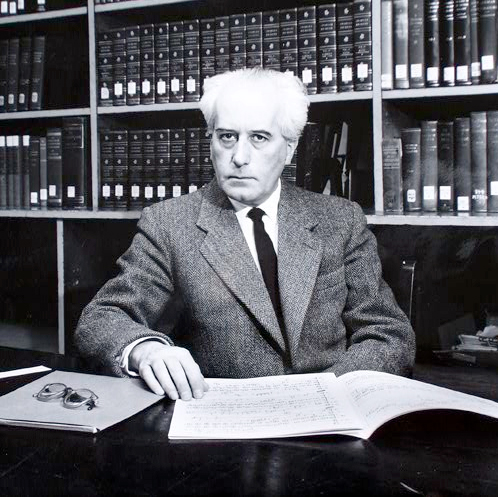
Sándor Veress

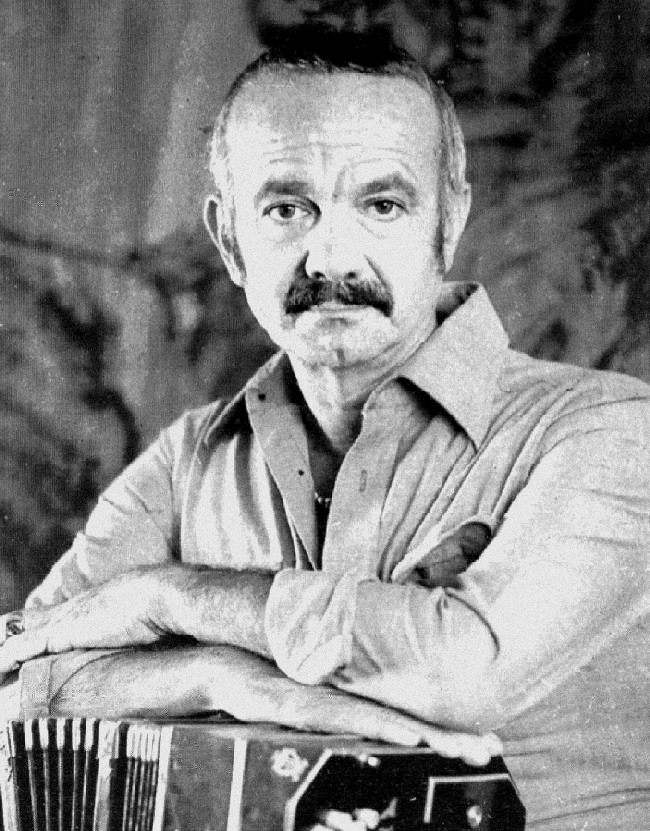
Astor Piazzolla

- 23 janvier : Marie-Thérèse Gauley, soprano française (° 15 février 1903).
- 5 février : Hubert Schoonbroodt, organiste, hautboïste et chef d'orchestre belge (° 8 août 1941).
- 15 février : William Schuman, compositeur hongrois (° 4 août 1910).
- 20 février : Pierre Dervaux, chef d'orchestre français (° 3 janvier 1917).
- 4 mars : Sándor Veress, compositeur hongrois (° 1er février 1907).
- 23 mars : Harry Datyner, pianiste suisse (° 4 février 1923).
- 27 mars : Harald Sæverud, compositeur et chef d'orchestre norvégien (° 17 avril 1897).
- 29 mars : Eberhard Waechter, baryton autrichien (° 9 juillet 1929).
- 12 avril : Ettore Gracis, chef d'orchestre italien (° 24 septembre 1915).
- 24 avril : Hansi Alt, pianiste, enseignante et compositrice autrichienne naturalisée américaine (° 25 février 1911).
- 27 avril : Olivier Messiaen, compositeur français (° 10 décembre 1908).
- 28 avril : Paraschkew Chadschiew, compositeur bulgare (° 14 avril 1912).
- 2 mai : Margarete Wallmann, chorégraphe et metteur en scène d'opéra autrichienne (° 22 juin 1904).
- 8 mai : José Berghmans, compositeur français d'origine belge (° 15 juillet 1921).
- 11 mai : Kurt Bendix, chef d'orchestre suédois (° 19 novembre 1904).
- 12 mai : Macario Santiago Kastner, pianiste, claveciniste, professeur de musique et musicologue anglais, naturalisé portugais (° 15 octobre 1908).
- 22 mai : György Ránki, compositeur hongrois (° 30 novembre 1907).
- 27 mai : Franz Rupp, pianiste allemand (° 24 février 1901).
- 20 juin : 
  - Charles Groves, chef d'orchestre anglais (° 10 mars 1915).
  - Gerhard Kneifel, compositeur, arrangeur et chef d'orchestre allemand (° 26 mai 1927).
- 29 juin : Mario Rossi, chef d'orchestre italien (° 29 mars 1902).
- 2 juillet : Edith Volckaert, violoniste belge (° 27 août 1949).
- 4 juillet : Astor Piazzolla, bandonéoniste et compositeur argentin.
- 12 juillet : Carlo Van Neste, violoniste belge (° 1er avril 1914).
- 21 juillet : Aloys Fleischmann, compositeur et musicologue irlandais (° 13 avril 1910).
- 1er août :  Beliana, artiste peintre, musicienne et créatrice de bijoux française (° 13 juillet 1911).
- 8 août : Jeanne Barbillion, pianiste, violoniste, et compositrice française (° 12 octobre 1895).
- 12 août : John Cage, compositeur américain (° 5 septembre 1912).
- 19 août : Jean Hubeau, pianiste, compositeur et pédagogue français (° 22 juillet 1917).
- 21 août : Theodor Berger, compositeur autrichien (° 18 mai 1905).
- 3 septembre : Bruno Bjelinski, compositeur croate (° 1er novembre 1909).
- 19 septembre : Geraint Evans, baryton d'origine galloise (° 16 février 1922).
- 10 octobre : Juliette Milette, organiste, professeure, compositrice et écrivaine québécoise (° 17 juin 1900).
- 19 octobre : Maurice Le Roux, chef d'orchestre, compositeur, musicologue et producteur de télévision français (° 6 février 1923).
- 23 octobre : William Masselos, pianiste américain (° 11 août 1920).
- 3 novembre : Marianne Gary-Schaffhauser, compositrice autrichienne (° 19 juillet 1903).
- 4 novembre : Pierre Wissmer, compositeur français d'origine suisse (° 30 octobre 1915).
- 6 novembre : Bert Rudolf, compositeur autrichien (° 25 avril 1905).
- 13 novembre : Maurice Ohana, compositeur français (° 12 juin 1913).
- 14 novembre : Victor Reinshagen, chef d'orchestre et compositeur suisse (° 22 mai 1908).
- 18 novembre : Dorothy Kirsten, chanteuse d'opéra américaine (° 6 juillet 1910).
- 21 novembre : Severino Gazzelloni, flûtiste italien (° 5 janvier 1919).
- 22 novembre : Akim Kozlov, tromboniste russe (° 9 septembre 1908).
- 24 novembre :
  - Xavier Darasse, compositeur et organiste français (° 3 septembre 1934).
  - Henriette Puig-Roget, compositrice, pianiste et organiste française (° 9 janvier 1910).
- 25 novembre : Mark Reizen, basse soviétique (° 21 juin 1895).
- 27 novembre : Louis Courtinat, corniste français († 7 février 1908).
- 6 décembre : Yngve Sköld, compositeur suédois (° 29 avril 1899).
- 10 décembre : Bernard Reichel, compositeur et musicien vaudois (° 3 août 1901).
- 16 décembre : Roland Douatte, chef d'orchestre et violoniste français (° 7 décembre 1921).
- 21 décembre : Nathan Milstein, violoniste américain d'origine russe (° 31 décembre 1903).
- 26 décembre : Nikita Magaloff, pianiste russe et suisse (° 8 février 1912).

### Date indéterminée
- Noémie Pérugia, cantatrice française soprano (° 7 novembre 1903).